# Siriella melloi
Siriella melloi är en kräftdjursart som beskrevs av Silva 1974. Siriella melloi ingår i släktet Siriella och familjen Mysidae. Inga underarter finns listade i Catalogue of Life.